# Нова ера (фільм)
«Вже не діти» — кінофільм режисера Брента Казинса, що вийшов на екрани в 2007 році.

## Зміст
У секретній лабораторії була синтезована особливо небезпечна речовина, яку можна використовувати як нове покоління біологічної зброї. Та прототип потрапляє в руки не до тих людей, тому у результаті смертельний вірус знищує практично все населення землі. Однак тим, хто вижив, не так вже й пощастило, адже їм щодня доводиться стикатися з легіоном ожилих мерців.

## Ролі
| Актор           | Роль |
| --------------- | ---- |
| Блейк Казинс    | -    |
| Гейб Ернандез   | -    |
| Роузенн Окумура | -    |
| Катрін Луїз     | -    |
| Трежа О'Кіф     | -    |
| Калаулуолані    | -    |

## Знімальна група
- Режисер — Брент Казинс
- Сценарист — Блейк Казинс, Брент Казинс
- Продюсер — Блейк Казинс, Брент Казинс